# San Ignacio de Velasco
San Ignacio ou San Ignacio de Velasco é uma cidade da Bolívia capital da província de José Miguel de Velasco, departamento de Santa Cruz. Está situada a 476 km de Santa Cruz de la Sierra em uma pitoresca colina junto as nascentes do rio Paraguá. 
Sua temperatura média é de 25°C.